# Civico museo biblioteca dell'attore
Il Civico museo biblioteca dell'attore è un museo dello spettacolo italiano con sede a Genova.

## Storia
Il museo, inizialmente appartenente al teatro Stabile di Genova, ha avuto come soci fondatori il teatro Stabile, il comune, la provincia e la Camera di Commercio di Genova. Attualmente, a seguito della scomparsa della provincia e della rinuncia della Camera di Commercio, ha come soci fondatori il Comune di Genova e il teatro Nazionale di Genova. La Regione Liguria lo ha nominato Ente di interesse regionale.
Il museo è costituito da un insieme di raccolte riguardanti la storia del teatro, del cinema e della figura dell'attore appartenute a personalità del mondo dello spettacolo.
Il nucleo originario delle raccolte iniziò a formarsi nel 1966, quando Luigi Squarzina, Alessandro D'Amico e Ivo Chiesa raccolsero i cimeli appartenuti all'attore Tommaso Salvini offerti dalla moglie Ida, collocandoli in un appartamento in piazza Marsala, a Genova. Questa fu la prima sede museale.
Nel 1967 pervennero in dono anche i cimeli dell'attrice Adelaide Ristori. Tra i fondi costitutivi del museo vi è anche il fondo Silvio D'Amico.
Con questi fondi, nel 1971 fu istituita la Fondazione Civico museo biblioteca dell'attore, che nel 1976 ottenne personalità giuridica.
Nel 1980 il comune di Genova assegnò al museo-biblioteca come sede Villetta Serra, una costruzione storica nel centro di Genova adiacente ai giardini dell'Acquasola.  Villetta Serra costituì così la sede storica del museo.
Nel 2013 il museo ottiene dal comune la nuova sede in via del Seminario.
Nel 2016 ha ottenuto una convenzione con l'Università di Genova, insieme al comune e al teatro Stabile che stabilisce istituzionalmente la connessione universitaria dell'attività del museo collegandone la attività scientifica e didattica a quella della Università.
Nel 2022 in occasione del bicentenario dell'attrice Adelaide Ristori, il museo ha organizzato con il Teatro Nazionale di Genova, l'Università e il comune di Genova una serie di celebrazioni comprendenti uno spettacolo teatrale con la lady Macbeth della Ristori con la regia di David Livermore, una esposizione dei costumi della Ristori a palazzo Lomellino e un convegno universitario internazionale sulla attrice che si è tenuto nella Università di Genova e in quella di Milano. Questa celebrazione è diventata uno dei due eventi UNESCO affidati all'Italia per il 22-23.
Nel 2024 sempre in collaborazione con l'Università e il Teatro Nazionale di Genova il Museo ha partecipato alle celebrazioni del centenario di Eleonora Duse collaborando alla realizzazione di incontri di studio, di un volume sulla Duse edito da Morlacchi, di una mostra di ricordi al Teatro Duse di Genova e di uno spettacolo Teatrale con la partecipazione di Elisabetta Pozzi.
Sempre nel 2024 con l'iniziativa "Con. Te. Genova" il Museo diviene sede ufficiale della raccolta e conservazione dei testi teatrali in lingua genovese che si aggiungono alle numerose collezioni teatrali e sullo spettacolo del Museo.

## Presidenti e direttori
Dal 2007, presidente del civico museo biblioteca dell'attore è Eugenio Pallestrini. 
Primo direttore dell'istituzione fu Alessandro D'Amico, animatore del museo fin dagli inizi, e già coadiuvato da Teresa Viziano e da Alessandro Tinterri che è diventato direttore del museo dal 2023.

## Dotazioni
Il museo-biblioteca ha attualmente una dotazione di oltre 40.000 volumi, autografi, fotografie, costumi di scena, bozzetti, scenografie, copioni.
Oltre a quelli riguardanti Salvini e Ristori, sono presenti una quarantina di fondi costituiti da materiali appartenuti ad attori, commediografi, e critici teatrali quali Ernesto Rossi, Ermete Zacconi, Sabatino Lopez, Nino Martoglio, Ruggero Ruggeri, Sergio Tofano, Silvio d'Amico, Annibale Ninchi, Lilla Brignone, Giorgio De Lullo, Romolo Valli, Paolo Stoppa, Alberto Lionello, Luciano Codignola, Roberto Chiti, Alessandro Fersen.
Le raccolte comprendono inoltre i fondi di due fotografi teatrali, come Gastone Bosio e Pasquale De Antonis.
Sono esposti nel Museo gli studi di Gilberto Govi, Tommaso Salvini, Alessandro Fersen e Sabatino Lopez mentre il Teatro di Marionette Rissone, prima esposto al Museo di S. Agostino, ha ora una nuova collocazione nell'area del Porto Antico presso la Biblioteca internazionale per ragazzi Edmondo De Amicis. in un settore dedicato al Museo dell'Attore di Genova.

## Sedi
La prima sede è stata quella di piazza Marsala sopra il teatro omonimo. Successiva è la sede storica di Villetta Serra. Nel 2013 il museo ottiene la nuova sede. 

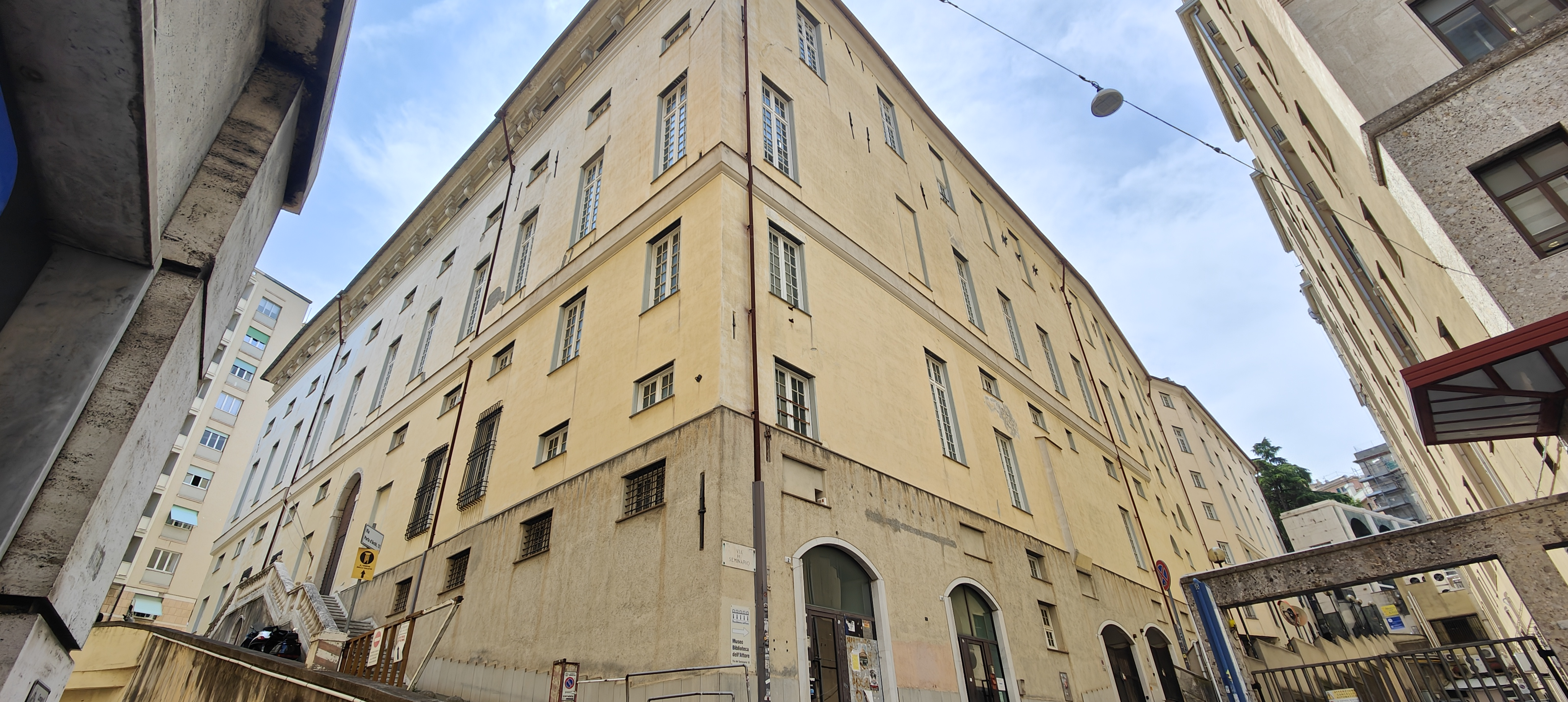
L'esterno del museo in via al Seminario 10

La nuova sede di proprietà comunale in via del Seminario, al terzo piano, è condivisa con il settore biblioteca dell'Istituto Mazziniano. Tale contiguità è collegata alla presenza delle raccolte documentali sul teatro ottocentesco e sul suo ruolo nel periodo risorgimentale.

## Lasciti e donazioni
Numerosi i lasciti sullo spettacolo contemporaneo teatrale e cinematografico, tra cui quello D'Amico, e quello del settore teatrale della biblioteca di Guido Ceronetti. Nel 2024 Anna Laura Messeri storica direttrice della scuola di recitazione del Teatro Stabile di Genova nomina erede universale il Museo dell'Attore .  Nel 2025 si è aggiunto il lascito del regista Vito Molinari con il quale il Museo ha collaborato con presentazioni della sua attività.